# LPP
Az LPP – egy lengyel cég, amely ruházati cikkek tervezésével, gyártásával és forgalmazásával foglalkozik. Öt olyan ismert divatmárka tulajdonosa Reserved, House, Cropp, Mohito és Sinsay, amelyek kínálata elérhető mind tradicionális, mind online üzletekben a világ közel 40 piacán.
Az LPP értékesítési hálózata több, mint 2000 üzletből áll, amelyek összterülete nagyobb mint 1,7 millió m2. A vállalat majdnem 30 000 embert foglalkoztat irodáiban, logisztikai központjaiban és üzleteiben, Lengyelországban, valamint európai, ázsiai és afrikai országokban. 2021-ben a cég rekord eredményt ért el, majdnem 1 milliárd PLN bevételt és több mint egy milliárd nyereséget könyvelhetett el. Az LPP SA-t a Varsói Értékpapír Tőzsde a WIG20 index alatt jegyzi, emellett a vállalat a nagy presztízsű MSCI Poland index része.

## Történet

### 1991–2000
1991-ben Gdańskban Marek Piechocki és Jerzy Lubianiec ruhaipari vállalkozásba fogtak. A kezdetben PH Mistral s.c. néven működő vállalat négy év után átalakult LPP társasággá (az új elnevezés az alapítók vezetéknevének kezdőbetűjéből tevődik össze – Lubianiec, Piechocki és Partnereik). 1997-ben hivatalosan megnyitották shanghaji irodájukat. A 90-es évek végén az LPP tulajdonosai úgy döntöttek, hogy Reserved néven saját márkát hoznak létre, és saját kiskereskedelmi hálózatot építenek ki. Az LPP csoport pillérét jelentő márka első üzletei 1998-ban nyitották meg kapuikat.

### 2001–2013
2001-ben az LPP vállalat megjelent a Varsói Értékpapír Tőzsdén. A következő két év a Reserved márka közép- és kelet-európai terjeszkedéséről szólt. 2002-ben sorra nyíltak az üzletek Oroszországban, Észtországban, Csehországban, Lettországban és Magyarországon, 2003-ban pedig Litvániában, Ukrajnában és Szlovákiában. A márka sikerének köszönhetően a cég bővítette portfólióját, és 2004-ben Cropp üzletet nyitott Lengyelországban. A következő évek során ezt a márkát is bevezette az észt, szlovák és lett piacra (2005), továbbá a litván, orosz és cseh piacra (2006). 2007–2008-ban a román és a bolgár piacon fejlesztette tevékenységét. 2008-ban az LPP megnyitotta Pruszcz Gdańskiban található elosztóközpontját. Ugyanebben az évben felvásárolta a krakkói Artman céget, a House és a Mohito márka tulajdonosát. Ennek az ügyletnek az eredményeként az LPP lett a legnagyobb lengyel ruházati cég, négy márka tulajdonosa. 2013-ban a cég portfóliója a Sinsay márkával bővült.

### 2014-2019
2014-ben a cég bekerült a WIG20 tőzsdeindexbe, vezérmárkája, a Reserved pedig megjelent a német piacon. Ugyanebben az évben a vállalat valamennyi termékét forgalmazni kezdte a Balkánon, Horvátországban. A következő évben a Közel-Keleten terjeszkedett. 2017 végére az LPP értékesítési hálózata több mint 1700 üzletből állt, összesen 1 millió négyzetméternyi területen. 2017-ben megnyílt az LPP varsói irodája, a Reserved, Cropp és House márkák pedig megjelentek a fehérorosz és a szerb piacon. 2017-ben az LPP Reserved üzletet nyitott Londonban az Oxford Streeten. 2018-ban további új piacokon jelentek meg LPP üzletek, ez alkalommal Izraelben, Kazahsztánban és Szlovéniában. 2019-ben a cég megnyitotta első üzleteit Bosznia-Hercegovinában és Finnországban.

### 2020-tól
2020-ban a Covid-19 világjárványhoz köthető kereskedelmi korlátozásokra válaszul a vállalat gyors digitális átalakuláson ment keresztül, és ezzel egy omnichannel szervezetté vált. Megszűnt az online és a helyhez kötött értékesítés megkülönböztetése, és egységként kezelve a két csatornát a vevőre fókuszálnak. Egy évvel később, a piaci helyzet stabilizálódásával az LPP visszatért a külföldi terjeszkedés politikájához, és megerősítve délkelet-európai pozícióit, Észak-Macedóniában megnyitotta valamennyi márkájának első bemutatótermeit. Két évvel később, az Ukrajna elleni orosz agressziót követően az LPP meghozta azt a kulcsfontosságú döntést, hogy teljesen beszünteti tevékenységét Oroszországban, és eladja leányvállalatát egy kínai konzorciumnak. A második legnagyobb piac elvesztése következtében a cég új fejlesztési stratégiát fogadott el, amely további terjeszkedést irányoz elő Európa középső-déli és nyugati részében, továbbá az e-kereskedelmi csatorna értékesítési volumenének a növelését. Az LPP Sinsay 2022-ben Olaszországban, majd a rákövetkező év elején Görögországban nyitotta meg boltjait. 2023 őszén a Reserved márka debütált Milánóban, és további üzleteket nyitott Nagy-Britanniában.

## Bemutatótermek és logisztikai központok
Az LPP globális ellátási lánca három disztribúciós központra – ezek több mint 2000 üzletet szolgálnak ki világszerte -, továbbá az online értékesítéseket támogató Fulfillment Center típusú raktárakra épül. Az összes logisztikai folyamatot az LPP Csoporthoz tartozó logisztikai szolgáltató az – LPP Logistics – tervezi és irányítja.
A cég első elosztóközpontja 2008-ban Pruszcz Gdańskiban indult, ez a folyamatos modernizálás és a többszöri bővítés révén mára Közép- és Kelet-Európa egyik legnagyobb és legmodernebb elosztóközpontjává vált. 2017-ben az LPP megkezdte a szállításokat a Łódź melletti Stryków Fulfillment Center-ből. Az e-kereskedelem dinamikus növekedésének eredményeként a cég 2019-ben újabb raktárt nyitott az online rendelések kezelésére Romániában, majd egy évvel később a szlovákiai raktárterület bérlésére írt alá szerződést. A logisztikai háttér bővítési igénye 2022-ben eredményezett új Fulfillment Center-ek létesítésére Pruszcz Gdańskiban és a Podkarpacie régióban. Ugyanebben az időszakban kezdte meg működését a Csoport második ellátó központja, a CD Brześć Kujawski. A 2022-es év végén az LPP Logistics által kezelt összes létesítmény raktárterülete meghaladta a 400 ezer m²-t.

## Termelés
Az LPP-nek nincsenek saját gyárai. A márkacsoport ruhái főként Ázsiában, illetve Lengyelországban és más európai országokban, pl. Olaszországban, Portugáliában, Romániában, Bulgáriában és Törökországban készülnek. A cég 1997 óta Sanghajban, 2015 óta pedig Bangladesh fővárosában, Dakkában is rendelkezik telephellyel. A képviseleti irodák munkatársainak felelősségi körébe tartozik pl. beszállítók szerzése, támogatás, koordináció és a termelés egyes szakaszainak a felügyelete, illetve a minőség-ellenőrzés.

## Jelenlét a Varsói Értékpapír Tőzsdén
Az LPP SA-t 2001 óta jegyzik a Varsói Értékpapír Tőzsdén. Tőzsdére kerülésekor egy részvény ára 48 PLN volt. 2014-ben az LPP bekerült a WIG20 indexbe, amely a Varsói Értékpapír Tőzsdén jegyzett 20 legnagyobb céget foglalja magában. Ugyanebben az évben bekerült az MSCII indexbe is.

## Részvények
A cég saját adatai szerint a részvényesek közgyűlésén a szavazatok száma az alábbiak szerint oszlik meg:
- Semper Simul Alapítvány – 60,8%
- Sky Alapítvány – 5,7%
- Egyéb – 33,5%

2018-ban a társaság alapítói a cég hosszútávú működése érdekében, illetve azzal a céllal, hogy elkerüljék az LPP tőkéjének felaprózódását alapítványok létrehozásáról döntöttek, amelyekre átruházták részvényeiket. 2020-ban a Semper Simul Alapítvány, amely a vállalat többségi részvényese, átvette az LPP ellenőrző részesedését, garantálva a családi vállalkozás tartós és stabil irányítását és stratégiájának megvalósítását.

## Díjak és kitüntetések
- 2001: Üzleti Pulzus – Üzleti Gazellák Díj: az LPP az egyik legdinamikusabban fejlődő cég
- 2002: A Tőzsdeparkett Újsága által adományozott díj – a legjobban irányított jegyzett társaság
- 2003: A Lengyel Köztársaság elnöke által adományozott Gazdasági Díj – a legjobb lengyel vállalat
- 2004: A Rzeczpospolita újság díja – Rzeczpospolita Sas
- 2004: Central & Eastern European Retailer of the Year (az év legjobb közép- és kelet-európai kiskereskedője)
- 2008: A Rzeczpospolita újság díja – Rzeczpospolita Sas
- 2008: Üzleti Pulzus Díj – a lengyel gazdaság pillérei
- 2008: A Rzeczpospolita újság díja – a legértékesebb lengyel márkák rangsora
- 2009: Üzleti Pulzus Díj – az év jegyzett társasága – befektetői kapcsolatok
- 2011: Üzleti Pulzus Díj – az év jegyzett társasága: I. helyezés a fő rangsorolásban, „Irányítási kompetenciák” kategória, „A 2011. év sikercége” kategória[54]
- 2012: A Tőzsdeparkett Újsága által adományozott díj – az év mWIG40 cége
- 2013: Forbes magazin díj – Gyémántok[55]
- 2013: A Rzeczpospolita újság díja – Jó Cég
- 2014: PARP díj – A Holnap Munkáltatója[56]
- 2015: A Tőzsdeparkett Újsága által adományozott díj – a legjobb befektetői kapcsolatokkal rendelkező cégek rangsora – I. helyezés
- 2015: Az amerikai Forbes magazin rangsora – „A leginnovatívabb cégek”[57]
- 2015: A 200 legnagyobb lengyel cég rangsora 2017-ben a Wprost hetilapban[58]
- 2016: A 2015-ös év építkezése – az Építésügyi Minisztérium, a Lengyel Építőipari Mérnökök és Technikusok Egyesülete és az Építési Főfelügyelet által szervezett verseny[59]
- 2016: Az évtized díja – a „Rzeczpospolita” és a Deloitte rangsorolásában[60]
- 2017: A Forbes magazin díja
- 2017: Lengyel Cég – Nemzetközi Bajnok: az Üzleti Pulzus szerkesztőségi díja, kitüntetés a következő kategóriában: Exportőr: Lengyel Magántársaság – nagyvállalat[61]
- 2018: A Rzeczpospolita újság díja – a legértékesebb lengyel márkák rangsora: első helyezett a Reserved, harmadik helyezett a House, negyedik helyezett a Cropp[62]
- 2018: III. helyezés a WIG30 cégek befektetői kapcsolatainak vizsgálata során az intézményi befektetők szerint[63]
- 2019: Nemzeti Siker – Lengyelország egyik legnagyobb, rendszeresen megrendezésre kerülő gazdasági eseménye, a Kongresszus 590 során a Lengyel Köztársaság Elnökének Gazdasági Díja gálán a társaság Nemzeti Siker kategóriában kapott díjat.[63]
- 2020: Digitális kiválósági verseny, a digitális átalakításokat végző cégek elismerésével az LPP elnyerte a Digitális kiválóság díjat a Digitális képességek kategóriában.[64]
- 2020: Eagle of Innovation - a Rzeczpospolita napilap díja.[65]
- 2020: A Zöld sas - a Rzeczpospolita napilap díja.[66]
- 2021: A Klímatudatos Vállalat cím – A Tőzsdei Kibocsátók Szövetsége, a Reporting Standards Foundation és a Bureau Veritas Polska 3. vizsgálati körében megítélt elismerés[67]
- 2021: Ezüst     Levél CSR – a Tygodnik Polityka által odaítélt kitüntetés[2]
- 2021: 2. hely a klímaproblémákat legjobban felmérő tőzsdei vállalatok általános rangsorában, a "Benchmark of Climate Strategies" WIG20 és mWIG40 indexek alapján[68]
- 2021: A Háromváros legjobb irodája cím és elismerés az "Innovations and Technologies" kategóriában az Office Superstar versenyen – a CBRE által odaítélt díjak[69]
- 2021: Az Év Tőzsdei Vállalata – a Puls Biznesu szerkesztőség díja[70]
- 2021: A legjobb WIG20 cég cím a Bikák és Medvék     versenyen – a Parkiet napilap díja[71]
- 2022: A CSR aranylevele – a Tygodnik Polityka által odaítélt kitüntetés[72][73]
- 2022: Zöld Levél CSR – a Tygodnik Polityka által első ízben odaítélt kitüntetés a környezetre kedvező     hatással lévő megoldások bevezetéséért[72][73]
- 2022: Harmadik hely a „Lengyelország legfontosabb vállalatai” közül – Dziennik Rzeczpospolita szerint.[74]
- 2022: Az év legjobb új raktára Közép- és Kelet-Európában – az Eurobuild CEE magazin kiadója, az Eurocee által 12. alkalommal odaítélt díj. CEE Region Eurobuild Awards díj elnyerése.[75]
- 2022: A Legjobb Exportőr és a Legjobb Munkaadó – a Dziennik Bałtycki által a "TOP 100 Pomorza" rangsorban odaítélt címek.[76]
- 2023: Befektetői kapcsolatok vezetője – első helyezés a Parkiet és a Brókerházak Kamarája által a WIG30 vállalatok befektetői kapcsolatairól készített felmérésben.[77]
- 2023: A legjobb m-commerce alkalmazás – a Sinsay alkalmazás díja a Mobile Trends Awards versenyen.[78]
- 2023: Az MTA Fődíja – a Mobile Trends Awards versenyen az év legjobb projektjének járó cím.[78]
- 2023: Befektető határok nélkül – a WNP.pl gazdasági portál és a Nowy Przemysł magazin által odaítélt díj a merész és hatékony külföldi terjeszkedési stratégiáért.[79]
- 2023: ESG Sasok – a Dziennik Rzeczpospolita által odaítélt díj a válsághelyzetek ügyes leküzdéséért, a technológiai, logisztikai és értékesítési átalakításért.[80]
- 2023: CSR Aranylevél díj – a Tygodnik Polityka lap által odaítélt díj a környezetvédelmi, társadalmi és vállalatirányítási szempontból végzett összes tevékenységéért.[81]
- 2023: CSR Zöldlevél díj – a Tygodnik Polityka lap által odaítélt díj az éghajlatra gyakorolt negatív hatások csökkentéséért.[81]

## Termelés Ázsiában, a szállítói lánc ellenőrzése és az ACCORD megállapodás
2013 óta az LPP módszeresen dolgozik a munkabiztonságra és a munkakörülményekre vonatkozó követelmények fejlesztésén az ázsiai ruhaiparban. 2014 óta az LPP-vel együttműködő valamennyi beszállítóra vonatkozik a Magatartási Kódex. A dokumentum figyelembe veszi a Nemzetközi Munkaügyi Szervezet egyezményének főbb rendelkezéseit, valamint az Emberi Jogok Egyetemes Nyilatkozatának főbb rendelkezéseit, és meghatározza a beszállítókkal szembeni követelményeket, beleértve a javadalmazási politikát, a gyermekmunka tilalmát, az önkéntes munkát, az egyesülési szabadságot, valamint az egészségvédelmi és biztonsági előírásokat. Az LPP számára termelő bangladesi üzemek szorosabb felügyelete érdekében saját felügyelőinek ellenőrzésén túl a cég úgy döntött, hogy megbízza az SGS nemzetközi auditor céget annak ellenőrzésével, hogy a beszállítók valóban betartják-e a bangladesi Magatartási Kódexet.
2013 októberében továbbá az LPP volt az egyetlen lengyel cég, amely csatlakozott az ACCORD megállapodáshoz, melynek célja a bangladesi ruhaüzemek biztonságának fejlesztése (Accord on Fire and Building Safety in Bangladesh). A megállapodás aláírói közötti együttműködés és pénzügyi támogatásuk eredményeként több mint 1600 ázsiai termelőüzem és varroda került ellenőrzés alá. Az ACCORD hozzájárult ahhoz is, hogy az üzemek több mint 90%-ában javítóintézkedések kerültek bevezetésre (2017. év végi állapot szerint). A „Safety Committee Training” program, a megállapodás egyik fő projektje keretében 2017 végéig 882 képzésre került sor, amelyeken közel 1 millió 200 ezer munkavállaló vett részt.
2018 elején az LPP aláírta a következő 3 éves szerződéshosszabbítást, az ún. „Transition ACCORD”-ot. E kezdeményezés fő célja a bangladesi kormány felkészítése az üzemek önálló ellenőrzésére és az önálló auditálásra, valamint a munkakörülmények tartós javítását célzó további intézkedések biztosítása. A korábbi ACCORD helyébe 2021. szeptember 1-től egy új kezdeményezés lépett – International Accord for Health and Safety in the Textile and Garment Industry (röviden: International Accord) néven. Célja a megállapodás aláírói által tett közös erőfeszítések folytatása és bővítése, szakszervezetekkel való együttműködésben a ruhagyárak biztonságának a garantálása érdekében.
2022-ben a vállalat csatlakozott az amfori BSCI-hez, amely a fenntartható termelés és kereskedelem globális kezdeményezője. A szervezethez tartozás lehetővé teszi, hogy az együttműködő gyárakban az LPP fokozottan ellenőrizhesse és felügyelje az etikai, munkaügyi és környezetvédelmi kérdéseket.
Egy évvel később az LPP volt az egyetlen lengyel vállalat, amely aláírta az Accord Pakistan-megállapodást (The Pakistan Accord on Health and Safety in the Textil and Rument Industry), amelynek célja a Pakisztáni munkakörülmények és a biztonság ellenőrzése a beszállítókat is magában foglaló ellátási láncokban.

## Az LPP mint adóalany
Egy pénzügyminisztériumi jelentés szerint az LPP 2018-ban Lengyelország harmadik legnagyobb társaságiadó-befizetője a kereskedelmi szférában. 
| Év   | Árbevétel (milliárd PLN) | Nyereség (millió PLN) | Társaságiadó (millió PLN) |
| 2021 | 12                       | 1959                  | 355,3                     |
| 2020 | 6,5                      | 219                   | 41                        |
| 2019 | 8.2                      | 850                   | 108                       |
| 2018 | 6,9                      | 1044                  | 144,8                     |
| 2017 | 6,1                      | 536                   | 41                        |
| 2016 | 5,2                      | 243                   | 6                         |
| 2015 | 4,8                      | 419                   | 44                        |
| 2014 | 4,4                      | 622                   | 86                        |
| 2013 | 3,8                      | 542                   | 87                        |
| 2012 | 3                        | 393                   | 57                        |

2016 óta a társaság összesen 7,6 milliárd PLN-t fizetett be az állami költségvetésbe, adók és egyéb illetékek formájában, míg hozzájárulása a lengyel költségvetéshez csak 2022-ben közel 1,7 milliárd PLN-t tett ki.

## Társadalmi felelősségvállalás és jótékonysági tevékenység
Az LPP a kezdetektől fogva hatékony lépéseket tesz a rászorulókért és a helyi közösségekért, 2017 decemberében pedig az LPP Alapítványt. Az alapítvány tevékenységének célja a társadalmi kirekesztéssel fenyegetett személyek támogatása, a hátrányos helyzetben élők segítése és az egészségvédelem.

## Környezetvédelem
Az LPP a társaság tevékenységének különböző fázisaiban a természeti erőforrások tiszteletben tartására irányuló intézkedéseket tesz – a ruhák előállításához használt nyersanyagok kiválasztásától kezdve az értékesítésen át egészen a cég irodáinak és logisztikai hátterének működtetéséig.
Az LPP környezetvédelemmel kapcsolatos intézkedései
- 2014: Az angóra felhasználásának leállítása a ruházati termékek gyártásában.[95]
- 2016: Megállapodás a „Nyílt Ketrec“ szervezettel, és a természetes szőrme használatának elhagyása a ruhagyártásban.[96]
- 2017: Új online rendelési csomagolási politika elfogadása – újrahasznosított kartondobozok a Reserved és Mohito márkák esetében. Az egyszer használatos műanyagok egyidejű eltávolítása a Cropp, House és Sinsay márkák szállítmányaiból.[97][98]
- 2018: A környezetkímélőbb anyagokból (organikus pamut, TencelTM Lyocel, EcoVeroTM, tanúsított len) készülő Eco Aware termékcsalád bevezetése a LPP márkákban,[99]
- 2018: Használt ruha gyűjtési program indítása, és a használt ruhák átadása hajléktalanok részére, ezáltal ötvözve a segítségnyújtást a környezetvédelemmel, új életre keltve a ruhákat,[100][101]
- 2019: Csatlakozás a New Plastics Economy Global Commitment kötelezettségvállaláshoz, és annak a vállalása, hogy 2025-re beszüntetik a további használatra, újrahasznosításra vagy komposztálásra nem alkalmas műanyag csomagolást,[102][103]
- 2019: Új „For People for Our Planet” Fenntartható Fejlődési Stratégia kihirdetése a 2020 és 2025 közötti időszakra.[104]
- 2019: Csatlakozás a Lengyel Műanyag Paktumhoz.[105]
- 2020: Csatlakozás a Zero Discharge Hazardous Chemicals globális kezdeményezéséhez a ruhaipar vegyi biztonságáért.[106]
- 2021: Csatlakozás a Canopy nemzetközi szervezethez, amely a legjobb gyakorlatok fejlesztését célozza meg az erdészeti erőforrások védelméért, a cellulózból készült szövetek beszerzése, csomagolása és gyártása terén bevezetett változtatásoknak köszönhetően.[107]
- 2021: Csatlakozás a "Cotton made in Africa" kezdeményezéshez, amely a fenntartható gyapottermelésért és az afrikai gazdálkodók támogatásáért tevékenykedik.[108]
- 2022: Első lengyel vállalatként csatlakozott a Science Based Targets Initiative-hoz (SBTi), amely támogatja a magánvállalkozásokat a dekarbonizációs stratégiák kidolgozásában és megvalósításában.[109][110]
- 2022: Együttműködés kialakítása a lengyel Use Waste startuppal innovatív módszerek kifejlesztésére a poliészter szövetek teljes körű újrahasznosítása céljából.[111]
- 2022: Együttműködés kialakítása az amfori BSCI-vel – etikai és emberi jogi kérdések átlátható kezelését támogató kezdeményezés az ellátási láncban.[7]
- 2023: Az LPP szakértői által kidolgozott dekarbonizációs tervek jóváhagyása a nemzetközi  Science Based Targets (SBTi) kezdeményezés keretében.[112]

A társaság 2017 óta rendszeresen tájékoztat a fenntartható fejlődés területén végzett tevékenységéről a https://www.lpp.com/zrownowazony-rozwoj/raport-roczny honlapján elérhető beszámolók formájában. A fenntartható fejlődésre irányuló tevékenységének egyik fő célja a szénlábnyomának fokozatos csökkentése. Ennek érdekében 2021-ben a vállalat önállóan számította ki CO2-kibocsátását, figyelembe véve az ÜHG-protokollban meghatározott mindhárom tartományt és kategóriát.
Tekintettel a nem pénzügyi elemek növekvő jelentőségére a cégek tevékenységében, 2021-ben, a LPP beszerzési és ESG igazgató kinevezésével módosította szervezeti felépítését. Feladatai közé tartozik a társadalmi felelősségvállalás megtervezése és koordinálása az LPP Csoporton belül, irányelvek kidolgozása és végrehajtása mindhárom ESG területen: környezetvédelem, társadalom és vállalatirányítás.